# كلايد كوفمان
كلايد كوفمان (بالإنجليزية: Clyde Coffman)‏ هو منافس ألعاب قوى أمريكي، ولد في 1911 في فورد في الولايات المتحدة، وتوفي في 2001 في مسكيت في الولايات المتحدة.

## وصلات خارجية
- كلايد كوفمان على موقع أوليمبيديا (الإنجليزية)